# Pointe de Brannec
La pointe de Brannec est située au sud-est du site naturel de la pointe de Penhap sur l'île aux Moines (Morbihan).
Elle est située à 6 km de la pointe du Trec'h située au nord de l'île aux Moines.

## Toponymie
Le nom de cette pointe est lié à celui de l'île Brannec située à 500 mètres au sud. Brannec semble être la contraction des mots bretons : « Bran » (Corbeaux ou corneilles) et « Beg » ou « Bek »(bande ou groupe). Littéralement: l’île des corneilles ou l’île des corbeaux.

## Description
La pointe de Brannec fait face à l'île de l’œuf qui se trouve à 450 mètres à l'est. 

## Référence
1. ↑  Traduction du nom de nos îles